# Daisuke Sakata
Daisuke Sakata, född 16 januari 1983 i Yokohama, Japan, är en japansk fotbollsspelare som sedan 2012 spelar i Avispa Fukuoka.